# Hàm Thạnh
Hàm Thạnh là một xã thuộc huyện Hàm Thuận Nam, tỉnh Bình Thuận, Việt Nam.
Xã Hàm Thạnh có diện tích 112,04 km², dân số năm 1999 là 5766 người, mật độ dân số đạt 51 người/km² .